# Андро, Дмитрий Фёдорович
Дми́трий Фёдорович Андро́ (1870 — не ранее 1921) — ровенский уездный предводитель дворянства в 1897—1917 годах, член I Государственной думы от Волынской губернии.

## Биография
Православный. Из потомственных дворян Волынской губернии. Единственный сын полковника Федора Федоровича Андро (1845—1899) и жены его Татьяны Дмитриевны, рожденной Романовой (1846—1870). Внук сенатора Ф. А. Андро и фрейлины А. А. Олениной. Правнук по отцу новороссийского генерал-губернатора графа Ланжерона, узаконенным внебрачным сыном которого был его дед, по матери — государственного секретаря А. Н. Оленина. Землевладелец Ровенского уезда (2727 десятин при местечке Деражно).
По окончании Пажеского корпуса в 1890 году, выпущен был хорунжим в лейб-гвардии Казачий полк. В 1897 году вышел в отставку в чине сотника и, переселившись в своё родовое имение Волынской губернии, был назначен Ровенским уездным предводителем дворянства. Кроме того, состоял почетным мировым судьей, а также председателем многих обществ и филантропических учреждений. В 1905—1906 годах возглавлял уездный отдел Союза 17 октября.
15 апреля 1906 года был избран членом Государственной думы I созыва от Волынской губернии. Беспартийный, по убеждениям был близок к партии демократических реформ. По другим данным — член фракции «мирного обновления». Подписал заявление об амнистии.
Чин действительного статского советника получил 30 августа 1911 года. В 1914—1915 годах был главным редактором «Вестника Ровенского уездного земства». В годы Первой мировой войны занимался государственными поставками хлеба, был членом Татьянинского комитета. В апреле 1918 года был участником знаменитого съезда «хлеборобов», избравшего П. П. Скоропадского гетманом Украины, после чего в мае 1918 года Скоропадский назначил его волынским губернским старостой. Был членом Совета государственного объединения России. В ноябре 1918 года сформировал в Житомире добровольческий отряд численностью около 300 человек, с которым прорвался в осажденный Киев под видом петлюровского эшелона. После свержения гетмана Скоропадского выехал в Одессу.
По собственным воспоминаниям, 2 февраля 1919 года (по другим данным — 14 или 15 марта 1919 года) по распоряжению французского генерала А. Бертело был назначен помощником по гражданской части генерала Ф. д’Ансельма. В конце марта 1919 года вошёл в «Комитет (Совет) обороны и продовольствия» Одессы, образованный французской военной администрацией с целью создания местного центра гражданского и военного управления Одессой и регионом. Снискал репутацию нечистого на руку оппортуниста. Так, бывший в Одессе одновременно с Андро П. М. Рутенберг, уже находясь в Париже, 28 сентября 1919 года, через газету «Общее дело» публично обвинил первого в том, что

1) он „не отчитался“ в казенных деньгах, бывших у него в качестве волынского губернского старосты при гетмане Скоропадском;
2) он присвоил казенные деньги при эвакуации Одессы;
3) на казенные деньги он скупил пред эвакуацией Одессы валюту и торговал ею на пароходе „Кавказ“ среди одесских беженцев;
4) он организовал фиктивную экспедицию в славянские земли и получил для неё значительные казённые средства от ген. Шварца…».
Андро все обвинения против него отрицал: «только два факта… соответствуют действительности: а именно, что я приехал в Париж и что я, к сожалению, под давлением непреоборимых обстоятельств и влияний, был вынужден некоторое время „работать“ вместе с П. Рутенбергом в Совете oбороны Одессы. Всё остальное, от начала до конца, является самой злостной ложью.

В эмиграции в Польше. По воспоминаниям А. С. Гершельмана, в 1921 году Андро и Б. Н. Лелявский должны были участвовать в Рейхенгалльском монархическом съезде, представляя русских монархистов в Польше, однако не получили разрешения на выезд в Германию. Дальнейшая судьба неизвестна.

## Семья
С 7 января 1898 года был женат на своей троюродной сестре Софье Николаевне Олениной (1879—1930-е). Их сын:
- Николай (1899—1955), воспитанник Пажеского корпуса (1917), поручик лейб-гвардии Конной артиллерии, участник Белого движения. В эмиграции в Бельгии, окончил Льежский университет, работал инженером-химиком. Вместе с Натальей Лавровной Корниловой, дочерью генерала Корнилова, основал в Брюсселе русскую библиотеку[8].

Вторым браком был женат на Марии Антоновне Скарчевской (1881—1947).

## Награды
- Орден Святой Анны 3-й ст. (1901)
- Орден Святого Станислава 2-й ст. (1906)
- Орден Святого Владимира 4-й ст. (1909)
- Орден Святого Владимира 3-й ст. (1915)
- медаль «В память царствования императора Александра III»
- медаль «В память коронации императора Николая II»
- медаль «В память 300-летия царствования дома Романовых»
- знак отличия «за труды по землеустройству»